# 山峡の湯村
『山峡の湯村』（さんきょうのゆむら）は、松本清張の短編小説。『オール讀物』1975年2月号に掲載され、1977年9月に中短編集『馬を売る女』収録の1作として、文藝春秋より刊行された。
1992年にテレビドラマ化されている。

## あらすじ
飛騨・小坂川上流の山峡にある温泉宿「谷屋旅館」に、一人の老人客が逗留していた。かつて伝奇的な時代小説で人気を博し、大衆小説の頂点にいた作家・小藤素風であった。素風はすでに忘れられた存在になっていたが、三年前に、愛読者として訪ねてきた梅田勇作の誘いに応じてこの地へ来た。谷屋旅館の女中・お元は、勇作が結婚を心に決めている女性であり、勇作の言いつけを守って献身的に素風の面倒を見ていた。
国文科の教師である太田二郎は、谷屋旅館の近くの「紅葉屋旅館」で休養をとっていた。太田は女中の安子から、あの小野素風が谷屋旅館にいることを聞く。宿からバスで10分ほどの人造ダム湖「仙竜湖」に釣りへ出た太田は、素風に声をかけられる。が、湖面に目を据えた素風は太田に、「湖底に沈んでいるのは家ばかりじゃねえ」と言った。また、この湖には一年半前から妙な噂が立っており、夜明け頃を中心に、奇妙な鳥の鳴き声がする、というのであった…。

## テレビドラマ
「松本清張スペシャル・山峡の湯村」。1992年9月22日、日本テレビ系列の「火曜サスペンス劇場」枠（21:03-22:52）にて放映。視聴率19.6％（ビデオリサーチ調べ、関東地区）。
キャスト
- 太田二郎 - 古谷一行 （谷屋旅館で静養中の東京の教師）
- 内海元子 - 姿晴香 （梅田勇作の婚約者）
- 梅田栄子 - 中島ゆたか （谷屋旅館の女将）
- 小藤素風 - 織本順吉 （谷屋旅館に逗留中の老作家）
- 太田杏子 - 朝加真由美 （太田の妻）
- 梅田敏治 - 江戸家猫八 （谷屋旅館の主人）
- 杉野安子 - 大橋芳枝 （谷屋旅館の仲居）
- 教頭 - 浜田晃
- 岡垣季一 - 新井康弘 （小藤素風の付添）
- 栗山巡査 - でんでん
- 梅田勇作 - 越村公一 (梅田敏治の息子)
- リック京丸 - 町田真一 （芸人）
- 小奴 - 監物房子
- 次郎 - すがわらひでお

スタッフ
- 脚本：石松愛弘
- 監督・プロデュース：嶋村正敏
- 音楽：大谷和夫
- ロケ協力：下呂温泉、下呂町観光課、宮ヶ瀬ダム
- プロデュース：森敏樹、林悦子
- 制作協力：NTV映像センター、霧企画
- 製作著作：日本テレビ